# Rathausplatz 2 (Bad Kissingen)

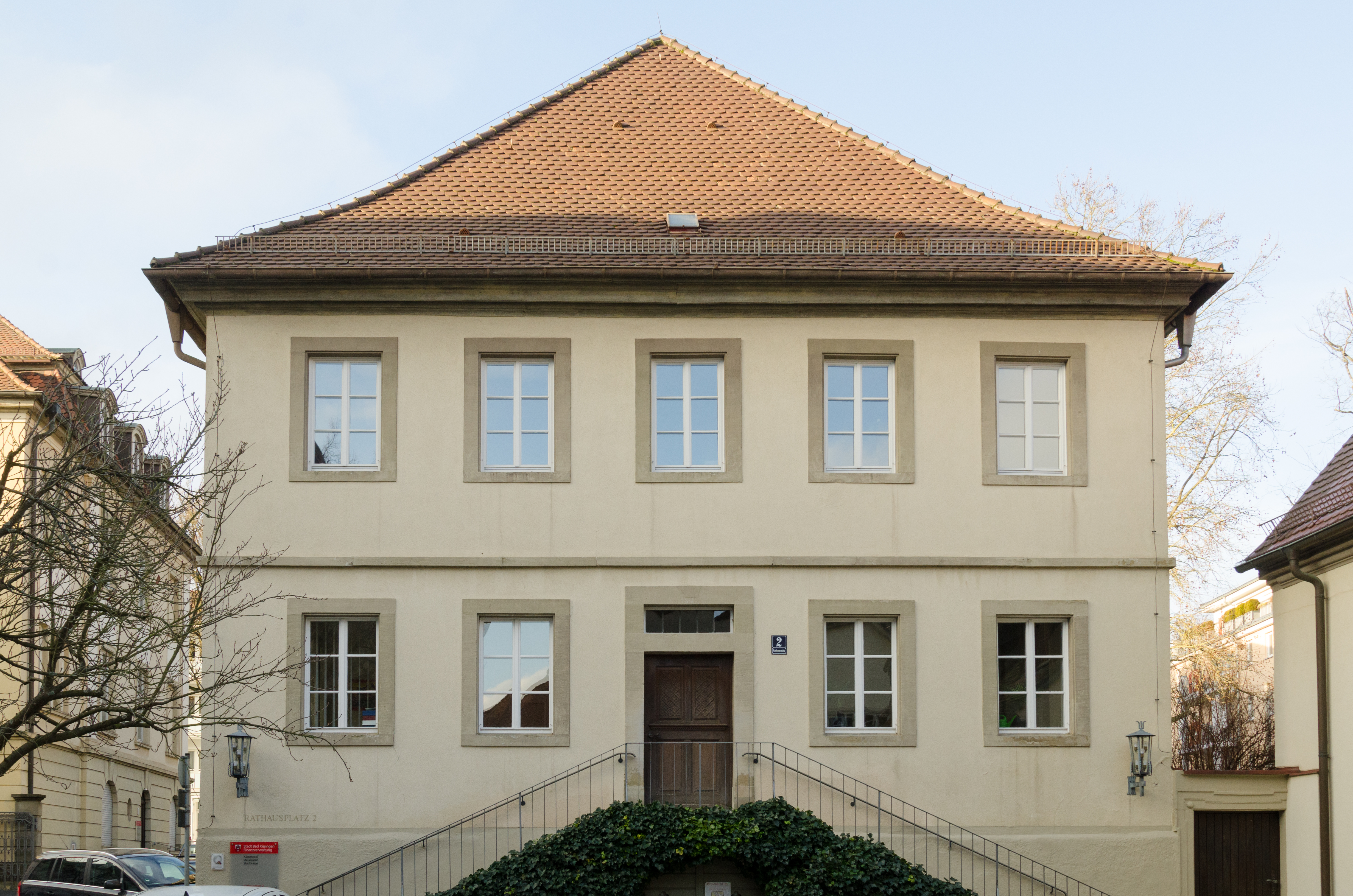
Rathausplatz 2 in Bad Kissingen

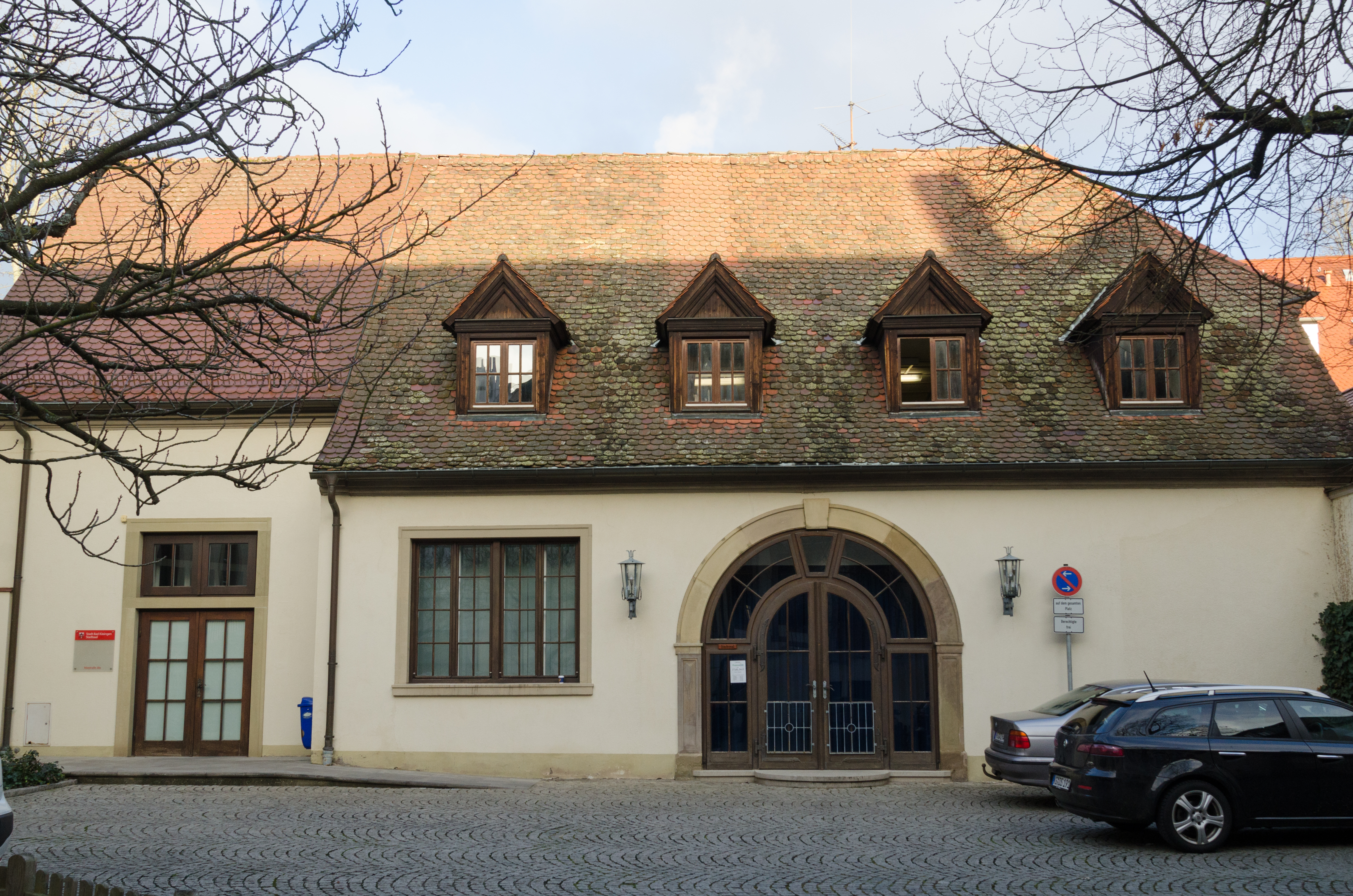
Ehemalige Scheune

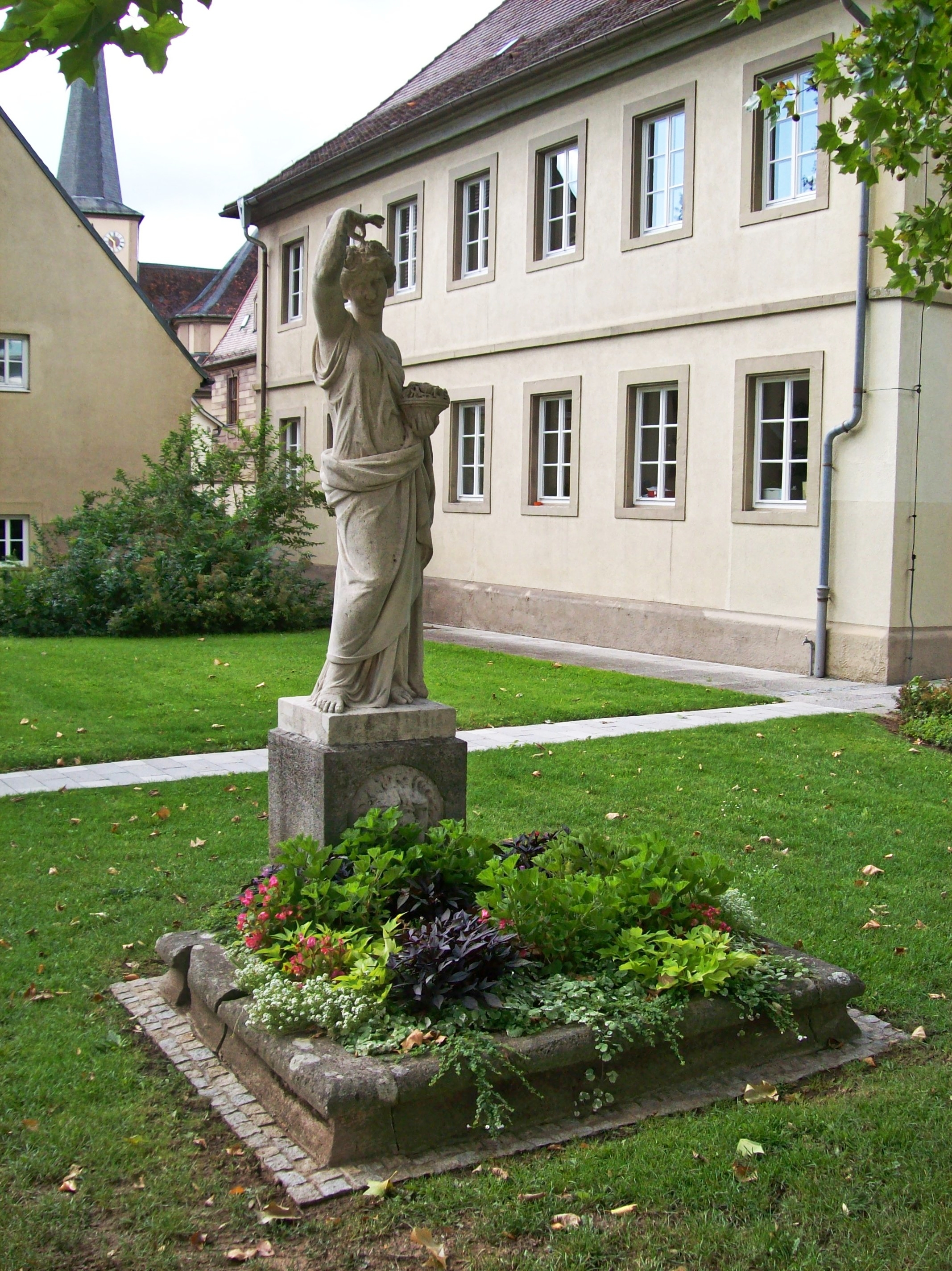
Flora-Statue

Das Gebäude Rathausplatz 2 in Bad Kissingen, der Großen Kreisstadt des unterfränkischen Landkreises Bad Kissingen, gehört zu den Bad Kissinger Baudenkmälern und ist unter der Nummer D-6-72-114-82 in der Bayerischen Denkmalliste registriert.

## Geschichte
Das Anwesen wurde im Jahr 1791 vom Architekten Johann Philipp Geigel als zweigeschossiger Walmdachbau errichtet und diente zunächst als Pfarrhaus. Im Jahr 1976 wurde es als Nebengebäude des Rathauses umfunktioniert.
Zeitgleich mit dem ehemaligen Pfarrhaus entstand das dazugehörige Nebengebäude als eingeschossiger Satteldachbau, das zunächst als Pfarrscheune diente und vor 1976  zum Gemeindezentrum umfunktioniert wurde.
Im dazugehörenden, in Richtung Maxstraße gewandten Garten befindet sich die von Bildhauer Valentin Weidner geschaffene Flora-Statue. Sie entstand im Jahr 1910 im klassizistischen Stil mit einem Löwenkopf am Postament. Die Statue gehörte zum Altenwohnheim Katharinenstift, das sich zunächst im vom Architekten Leonhard Ritter erbauten Anwesen Salinenstraße 30 befand und später in die Friedrich-List-Straße umzog. Als Dank für einen Zuschuss überließ das Diakonische Werk die Statue der Stadt, die es im Jahr 1977 im Garten von Rathausplatz 2 aufstellte.